# Patentamento
È una variante dell'austempering, o tempra bainitica, ed è attuato sui fili d'acciaio armonico per ottenere perlite fine, ben trafilabile. La differenza consiste nel bagno di tempra, costituito da piombo fuso a 500 °C circa entro cui passa il filo. durante l'austenitizzazione il filo passa attraverso i tubi riscaldati per minimizzare la decarburazione. 
La struttura che si ottiene generalmente è perlite fine, consentendo così ulteriori lavorazioni a freddo (ad esempio:  laminazione). Il patentamento deve essere effettuato alla temperatura più bassa possibile, appunto, per avere la perlite fine e evitare l'ingrossamento del grano dovuto alle alte temperature.
Dopo il patentamento il pezzo viene trafilato a freddo e successivamente, il pezzo subisce una distensione a circa 300°